# Österreichischer Zeitschriftenpreis
Der Österreichische Zeitschriftenpreis ist ein österreichischer Journalistenpreis zum Magazin-Journalismus.

## Preis
Der Preis ist mit 5000 Euro dotiert und wird seit 1983 vom Österreichischen Zeitschriften- und Fachmedien-Verband verliehen.

## Preisträger
- 1991: Robert Klement
- 1992: Gabriele Vasak
- 1994: Eva Morawetz, Redakteurin der Pferderevue, für den Beitrag „Palio“ in der Pferderevue
- 1995: Carolyn Martin, Redakteurin von GEO SAISON, ELLE, Seitenblicke Magazin und österreichisches Reisemagazin
- 1999: Eva Morawetz, Uschi Rezac, Leopold Pingitzer (Redaktionsteam der Pferderevue) für den Beitrag „Therapeutisches Reiten in Österreich“ in der Pferderevue
- 2001: Ernst Molden und Gerhard Wartha für den Artikel Rasterfahndung im Biotop. In: Universum Magazin. 7/8 2000
- 2002:
  - 1. Preis: Wolfgang Wagerer, Chefredakteur der Zeitschrift Weite Welt, für die Artikelserie Vornamen und Heiligenlegenden
  - 3. Preis: Eva Morawetz, Redakteurin der Pferderevue, für den Beitrag „Kommen die Klonpferde?“ in der Pferderevue
- 2006: Eva Stanzl, für den Artikel Der Tiger an der Pforte Europas in der Zeitschrift Die Wirtschaft
- 2007:
  - 1. Preis: Stefan Schlögl für Mit letzter Kraft. In: autorevue. 6/2007
  - 2. Preis: Anna Neubauer für Health Claims: Gesunde Lebenshilfe. In: CASH. Juni 2007
  - 3. Preis: Klaus Kamolz für Yentl und die Ärzte. In: Forschen & Entdecken. 04/2006
  - Anerkennung: Zeitschrift Der Vierzeiler, Geschäftsführer: Hermann Härtel
  - Förderungspreis für Jungjournalist/-innen: Andrea Thek für Die Pelargonien-Gesellschaft. In: Garten + Haus. Mai 2007
- 2008:
  - 1. Preis: Oliver Judex für sein Porträt über Telekom-Boss Boris Nemsic. In trend.
  - 2. Preis: Ursel Nendzig für Jäger und Gejagte. In Universum Magazin.
  - 3. Preis: Claudia Schanza für Kampf dem Krebs. In Forschen & Entdecken.
- 2009:
  - 1. Preis: Peter A. Krobath für Lug und Trug im Tierreich in Universum Magazin, 10/2008
  - 2. Preis: Andreas Linhart für die Artikelserie So bleiben Sie gesund in NEWS, Juni bis November 2008
  - 3. Preis: Georg Karp für die Artikelserie checkin in eurocity, Dezember 2008 bis Juni 2009
  - Förderungspreis für Jungjournalist/-innen: Gudrun Wolfschluckner für Im Reich der Pillendreher in BESTSELLER, 11/2008
- 2010
  - 1. Preis Elke Hellmich für Der Knochenbrecher in Pferderevue
  - 2. Preis Doris Raßhofer für Hallo Leben! in Bestseller
  - 3. Preis Sabine Tschalyj für Heiraten oder doch nicht? in Welt der Frau[1]
- 2011
  - 1. Preis Jessica Perl für Paris – eine Frage des guten Geschmacks in Onrail, Bohmann Druck & Verlag
  - 2. Preis Gottfried Derka für Die Anatomie einer Katastrophe in Universum, LW Werbe- und Verlagsgesellschaft
  - 3. Preis Gerd Wolfgang Sievers für Rauchzeichen am Horizont in GENUSS fleisch.pur, Österreichischer Agrarverlag
  - Förderungspreis für Jungjournalist/-innen: Agnes Gössinger
- 2012
  - 1. Preis Sabine Sperk für Ethno – so shoppen Migranten in Cash, Manstein Verlag[2][3]
  - 2. Preis Joachim Reiber für Töchter, Söhne, Pseudo-Mozart in Musikfreunde
  - 3. Preis Christian Seidel und Andreas Friedmann für Die neiche Liebeskutschn
  - Förderungspreis: Claas Relotius für Die größten Verbrecher sind oft die kultiviertesten Persönlichkeiten in Profil, Verlagsgruppe NEWS
- 2013:
- 2014:
- 2015:
- 2016:
- 2017:
- 2018:
  - Kategorie Politik & Wirtschaft: Magdalena Berger für Landflucht, Landsucht (Datum)
  - Kategorie Umwelt, Jagd & Natur: Anja Böck für Von Biss zu Biss (Universum)
  - Kategorie Lifestyle, Gesundheit & Soziale Verantwortung: Muhamed Beganovic für Auf der Spur des Propheten (Terra Mater)
  - Kategorie Wissenschaft, Technik & Forschung: Alexander Fischer für Flieg, Zeug (Autotouring)
  - Kategorie Corporate-Publishing, Mitglieder- und Mitarbeiter-Zeitschriften: Karin Salchegger für SALTO (SOS-Kinderdorf)[4]
- 2019:
  - Kategorie Politik & Wirtschaft: Rainer Seebacher für Die Verkettung der Welt (update)
  - Kategorie Umwelt, Jagd & Natur: Eva Morawetz für Die Ross lassen di net im Stich (Pferderevue)
  - Kategorie Lifestyle, Gesundheit & Soziale Verantwortung: Eja Kapeller für Im toten Winkel (WIENERIN)
  - Kategorie Wissenschaft, Technik & Forschung: Martin Kugler für Bits&Bytes im Stall und auf dem Acker (UNIVERSUM Magazin)
  - Kategorie Corporate-Publishing, Mitglieder- und Mitarbeiter-Zeitschriften: Verein Steirisches Volksliedwerk für Der Vierzeiler – Zeitschrift für Musik, Kultur & Volksleben
- 2020: Keine Preisverleihung[5]
- 2021:
  - Kategorie Politik und Wirtschaft: Gerd Ebner für Warum steigen die Preise derart stark? (Holzkurier)[6]
  - Kategorie Umwelt, Jagd und Natur: Veronika Ellecosta für Gewissenhafte Jäger (Datum)
  - Kategorie Lifestyle, Gesundheit & Soziale Verantwortung: Juliane Fischer und Katharina Kropshofer für Bauer sucht Erben (Datum)
  - Kategorie Wissenschaft, Technik & Forschung: Stephanie Scholz für Forschung, Impfung, Schutz. Impfstoffentwicklung in der Tiermedizin (Vetmed Magazin)
  - Kategorie Corporate-Publishing, Mitglieder- und Mitarbeiter-Zeitschriften: ARGUS – Arbeitsgemeinschaft Umweltfreundlicher Stadtverkehr für das Fahrradmagazin „Drahtesel“
- 2022:
  - Kategorie Politik und Wirtschaft: Sophia Bogner und Paul Hertzberg (brand eins)[7]
  - Kategorie Umwelt, Jagd und Natur: Lisa Edelbacher (Wald)
  - Kategorie Lifestyle, Gesundheit & Soziale Verantwortung: Sandra Gloning (Wienerin)
  - Kategorie Wissenschaft, Technik & Forschung: Ruth Eisenreich (Profil)
  - Kategorie Corporate-Publishing, Mitglieder- und Mitarbeiter-Zeitschriften: Stromlinie, das Magazin der österreichischen E-Wirtschaft[8]